# Іванівка (Ковельський район)
Іва́нівка — село в Україні, у Колодяжненській сільській громаді Ковельського району Волинської області. Населення становить 25 осіб.

## Географія
Село розташоване на правому березі річки Турії.

## Населення
Згідно з переписом УРСР 1989 року чисельність наявного населення села становила 35 осіб, з яких 17 чоловіків та 18 жінок.
За переписом населення України 2001 року в селі мешкало 25 осіб. 100 % населення вказало своєю рідною мовою українську мову.